# 東方綺譚
『東方綺譚』（とうほうきたん、原題：Nouvelles orientales）は、フランスの作家マルグリット・ユルスナールによる、10章の短篇からなる小説である。短篇はいずれも、日本、中国、インド、中東、ギリシャといったヨーロッパの「東方」に位置する国々に古くから伝わる物語や伝説を素材としつつ、ユルスナールの自由な想像力による大胆な翻案がされている。
多田智満子による日本語訳が、白水社から新書版の白水Uブックスで刊行された。同社の〈ユルスナールセレクション4〉にも収録されている。

## 内容
- 老絵師の行方（Comment Wang-Fô fut sauvé）
- マルコの微笑（Le Sourire de Marko）
- 死者の乳（Le Lait de la mort）
- 源氏の君の最後の恋（Le Dernier Amour du prince Genghi）
『源氏物語』の「雲隠」の章の補作。人々から離れて死を待つ光源氏に花散里が寄り添う。
- ネーレイデスに恋した男（L'Homme qui a aimé les Néréides）
- 燕の聖母（Notre-Dame-des-Hirondelles）
- 寡婦アフロディシア（La Veuve Aphrodissia）
- 斬首されたカーリ女神（Kâli décapitée）
- コルネリウス・ベルクの悲しみ（La Tristesse de Cornélius Berg）

以下は白水Uブックス版に収録されていない。
- マルコ・クラリエヴィッチの最期（La Fin de Marko Kraliévitch）